# تشانس كيسي
تشانس كيسي (بالإنجليزية: Chance Casey)‏ هو لاعب كرة قدم أمريكية أمريكي، ولد في 11 مارس 1991 في ساوثلايك في الولايات المتحدة.

## وصلات خارجية
- تشانس كيسي على موقع مرجع كرة القدم المحترفة.كوم (الإنجليزية)